# Гедульянов Вадим Едуардович
Гедульянов Вадим Едуардович (нар. 12 лютого 1990 року в м. Керч, АР Крим, Україна) — голова Києво-Святошинської районної ради, депутат Києво-Святошинської районної ради VІІ скликання, український політик, меценат, правознавець.

## Освіта
У 2013 році завершив навчання в Національному університеті «Одеська юридична академія» за спеціальністю «Правознавство» та отримав кваліфікацію магістра права.
У 2020 році здобув ступінь кандидата юридичних наук, спеціалізується в галузі адміністративного та фінансового права. 

## Кар'єра
- З 2011 по 2014 рік займався підприємницькою діяльністю.
- 2011—2013 рр. — директор ТОВ "АСК-ЮНІ".
- У 2013 році перебував на посаді заступника директора КП "ЖКС "Фонтанський".
- 2013—2014 рр. — директор КП "ЖКС "Фонтанський".
- З вересня 2016 року — голова Києво-Святошинської районної ради VII скликання.

## Громадсько-політична діяльність
На виборах народних депутатів 2012 року балотувався на одномандатному виборчому окрузі №135, в Приморському районі м.Одеса як самовисуванець. Реєстрацію кандидата було скасовано 25.09.2012 на пісдтаві звернення із заявою про відмову балотуватися.
На місцевих виборах 25 жовтня 2015 року обраний депутатом Києво-Святошинської районної ради VІІ скликання від м. Боярка.
За час діючої каденції Києво-Святошинської районної ради обіймав посаду голови постійної комісії з питань законності, правопорядку, боротьби з корупцією, регуляторної політики, свободи слова, захисту прав і законних інтересів громадян та взаємодії із засобами масової інформації. Також очолював постійну комісію з питань планування бюджету, фінансів, податкової політики, соціально-економічного розвитку та інвестицій Києво-Святошинської районної ради. 
З 27 вересня 2016 року — голова Києво-Святошинської районної ради.

## Нагороди
Нагороджений відзнакою Президента України «За гуманітарну участь в Антитерористичній операції», відзнакою «За вірність народу України» та Почесною грамотою першого Президента України Леоніда Кравчука, Подякою Голови комітету Верховної ради України з питань сім'ї, молодіжної політики, спорту та туризму Артура Палатного, Подякою голови Асоціації міст України, Київського міського голови Віталія Кличка, медаллю «За жертовність і любов до України» Української Православної Церкви Київського Патріархату, іменною подякою загальнонаціонального проекту «Місцеве самоврядування. Народні обранці», орденом «За розвиток української державності», нагрудним знаком «За заслуги перед Київщиною» і Почесною грамотою Київської обласної ради, Почесною грамотою Національної гвардії України, грамотами Одеської обласної державної адміністрації, Приморської районної у м. Одеса адміністрації, подяками командування батальйону «Київська Русь», сільських та селищних рад.